# Gastrophryne elegans
Gastrophryne elegans är en groddjursart som först beskrevs av George Albert Boulenger 1882.  Gastrophryne elegans ingår i släktet Gastrophryne och familjen Microhylidae. IUCN kategoriserar arten globalt som livskraftig. Inga underarter finns listade i Catalogue of Life.